# Alto Taquari
Alto Taquari är en kommun i Brasilien.   Den ligger i delstaten Mato Grosso, i den centrala delen av landet, 600 km väster om huvudstaden Brasília. Antalet invånare är 8 100.
Omgivningarna runt Alto Taquari är en mosaik av jordbruksmark och naturlig växtlighet. Runt Alto Taquari är det mycket glesbefolkat, med 3 invånare per kvadratkilometer.